# Liverpool Sound City
Liverpool Sound City je hudební festival, jehož první ročník se konal v roce 2008. Na prvním ročníku festivalu, který se koná vždy v květnu v Liverpoolu, vystoupili mimo jiné The Rascals a Erza Bang. V pozdějších letech zde vystoupila řada dalších hudebníků. V roce 2014 zde hráli například Wolf Alice a Jon Hopkins. Hlavními řečníky tohoto ročníku byli John Cale a Thurston Moore. Cale zde vystupoval znovu v roce 2017 – tentokrát uvedl speciální program, při němž hrál písně skupiny The Velvet Underground.